# Bandera de Saint Christopher i Nevis
La bandera nacional de Saint Kitts i Nevis es va adoptar el 19 de setembre de 1983. La divideix en dues meitats una banda situada en la seva diagonal ascendent (des del costat del pal). La meitat superior és de color verd, la inferior és vermella i la banda és de color negre amb vores grogues. A l'interior de la banda hi ha dues estrelles blanques de cinc puntes que estan desplaçades cap als costats.
El color verd representa la fertilitat de la terra, el vermell, la lluita contra el colonialisme, el negre simbolitza l'herència africana i el groc o daurat, la llum del sol.

## Banderes històriques

Bandera de les Illes Leeward britàniques (1871-1956)
Bandera de la Federació de les Índies Occidentals (1958-1962)
Bandera de Saint Christopher-Nevis-Anguilla (1958-1967)
Bandera de Saint Christopher-Nevis-Anguilla (1967)
Bandera de Saint Christopher-Nevis-Anguilla (1967–1983)

## Altres banderes

Bandera de Nevis
Bandera naval